# クワイヤ

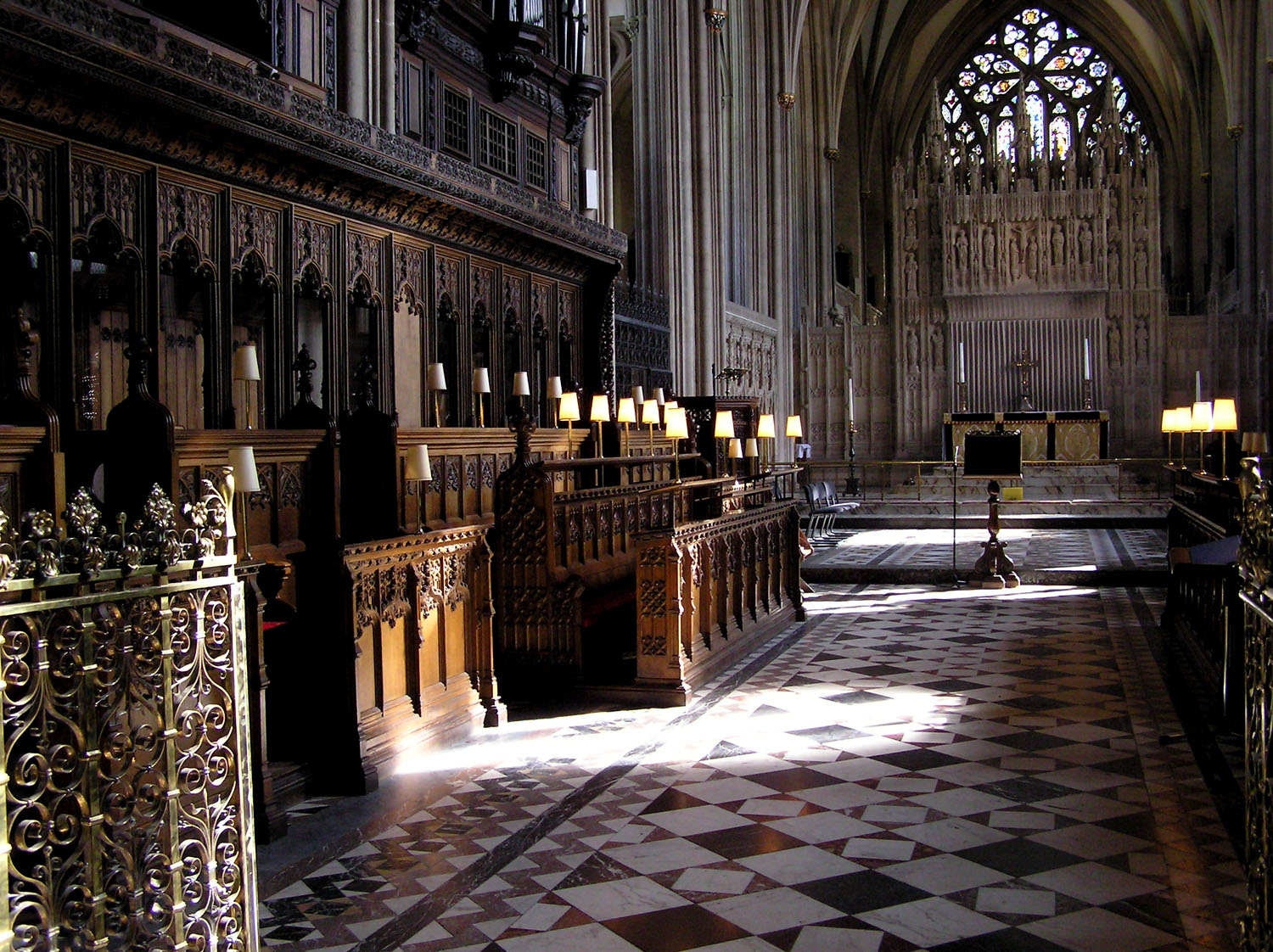
クワイヤの聖歌隊席よりサンクチュアリを望む。イギリスのブリストル大聖堂

クワイヤ（英: quire、choir）は、主に西方教会の教会堂や大聖堂の建築における一区域のことで、通常は、祭壇のあるサンクチュアリと身廊の間、内陣の西部分を占める。身廊の東端に位置する場合もある。いくつかの修道院では、クワイヤが身廊の西端を占め、内陣やサンクチュアリとのバランスを補うこともある。 

## 歴史

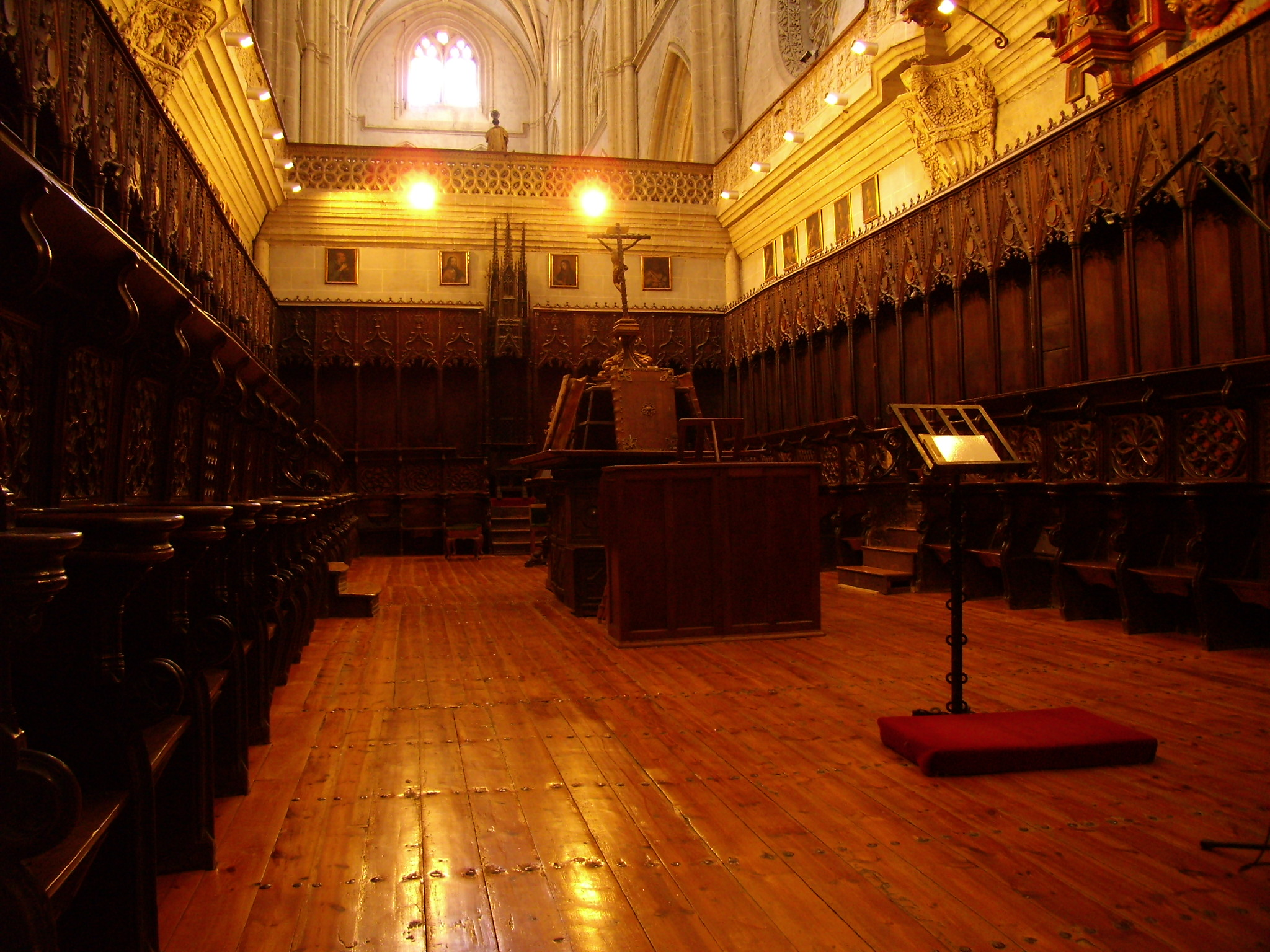
修道院のクワイヤ専用場所の例。パレンシア大聖堂のクワイヤ

原始キリスト教では、サンクチュアリは直接身廊に接続していた。クワイヤは身廊の東端部分にすぎず、"cancelli"と呼ばれる低い手すりで仕切られているだけだった。クワイヤの建築的発展は、コンスタンティヌス大帝のもとキリスト教徒への迫害が終わり、修道院制度が発達して典礼内容が充実した結果である。「クワイヤ」の語が最初に使用されたのはカトリック教会の記述による。イシドールスとホノリウス (en) の記述によれば、「クワイヤ」の語は、祭壇を囲んだ聖歌隊や聖職者の輪を意味する「corona」から生じたという。
創案期、クワイヤはベーマ（bema、演壇）に接続していた。ベーマは身廊の中央に位置し、高位聖職者の席や聖書を朗読する聖書台が置かれていた。この配列は現在でも、ローマのサンタ・マリア・マッジョーレ大聖堂に見ることができる。時代とともに、ベーマや内陣、クワイヤは東に移動し、現在の位置になった。クワイヤは祭壇の後ろのアプスに配置されることもある。
ヨーロッパの大聖堂では、東端の礼拝堂に向かって開いた祭壇（the High Altar）の後に祭壇背後部（Retro-Choir）がある。 
クワイヤの建築構造の細部は、修道院修士会や司教座聖堂参事会が聖務日課を繰り返す場所として、その機能に応じて発展した。講壇と聖書朗読台は共に、必ずクワイヤに置かれる。サンクチュアリに面した側廊の中央に、独立した聖書朗読台が別に置かれる場合もある。オルガンはクワイヤか、教会の他の上階ギャラリーに置かれる。

## 席

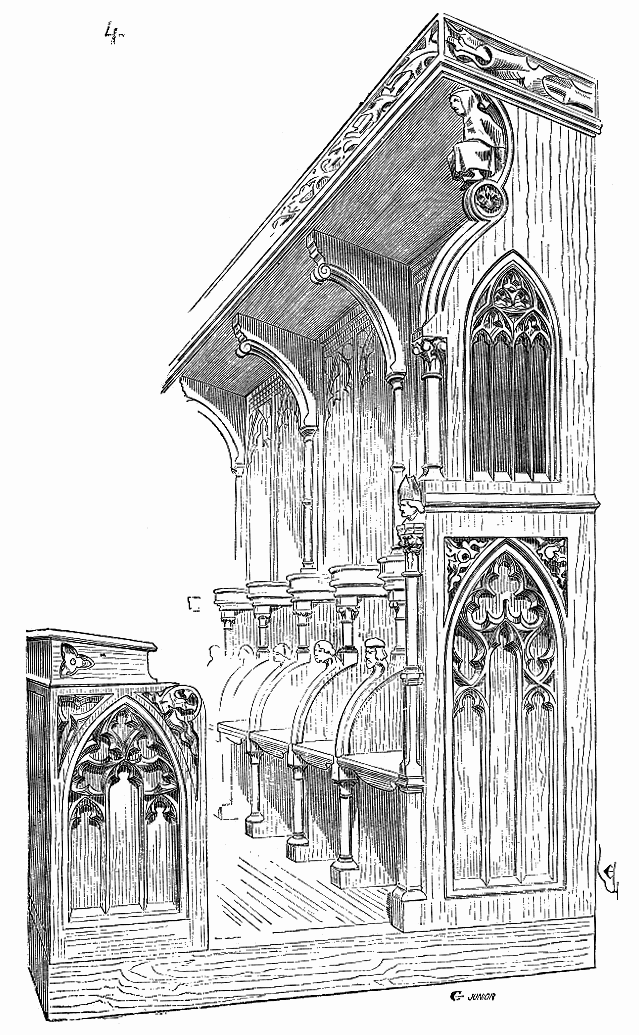
修道士のストール、14世紀フランス

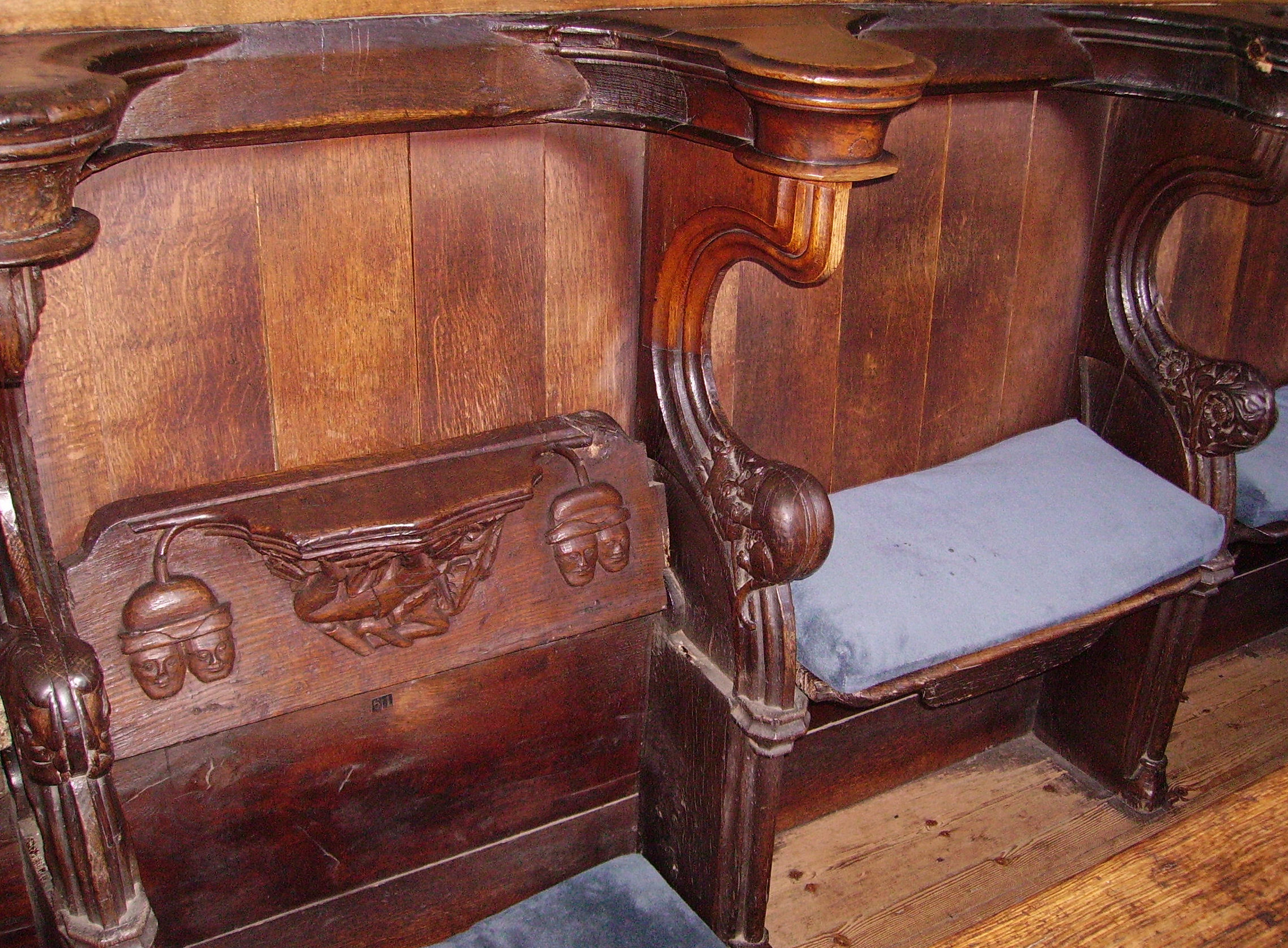
クワイヤの聖歌隊席、リンカンシャーの。左の座席は折りたたまれてミゼリコルディアが見える

クワイヤの区域は美しい彫刻などで装飾された木製の座席に占められていることが多い。この座席は聖歌隊席（choir stalls）で、聖歌隊のメンバーは礼拝の間ここで、着席したり起立したり跪いたりする。クワイヤはまた長いベンチ（pews）や個別の聖歌隊席が備えられている場合もある。教会の壁面と平行に座席が数列並んでいる場合もある。

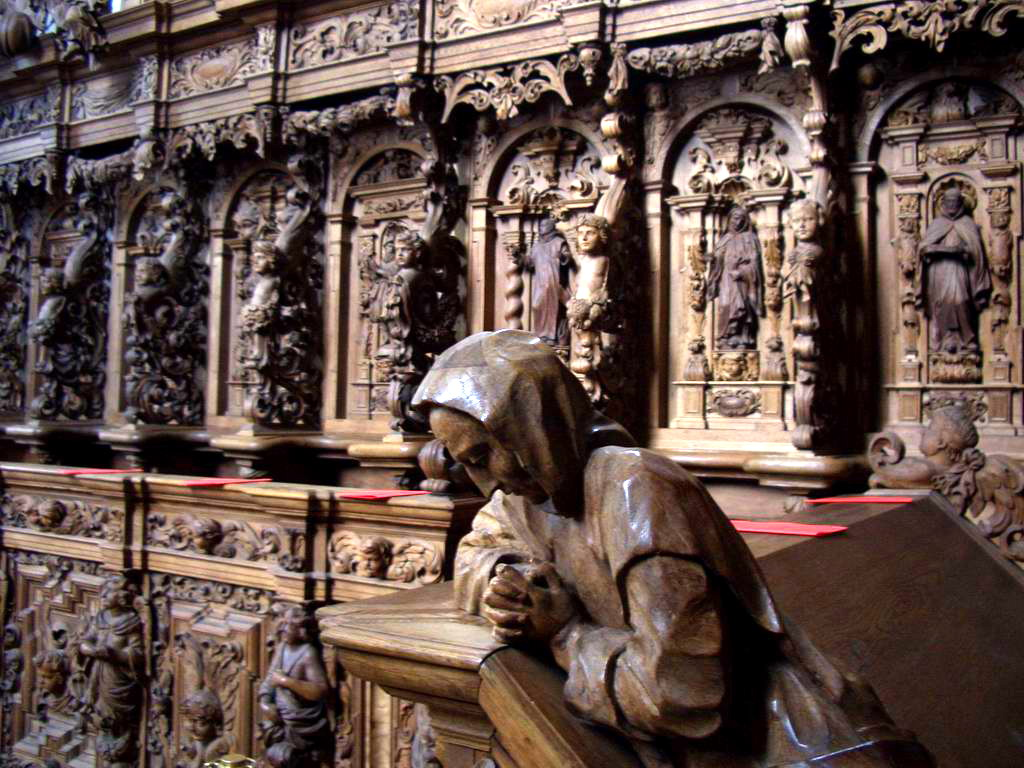
精巧な彫刻を施した聖歌隊席。、Ignaz Waibl による

聖歌隊席の使用は、ベンチとは対照的に、修道院 (en) や協同教会 (en) でより伝統的な形式をとる。修道院の聖歌隊席は、修道士が立つときに折りたたみ、座るときに下ろせるようになっていることが多い。蝶番で取り付けられた座席の下側にはしばしばミゼルコルディア(小さな木の席)がついていて、礼拝で長く立っている際に寄りかかることができる。修道士席の上部は、座っている際に頭を支えるよう形作られ、起立の際の腕を支えるようにもできている。修道院にはしばしば、礼拝の間に座っている修道士がいつ起立するかといった厳しい規律が存在する。
クワイヤのベンチは、小教区教会（パリッシュ・チャーチ）の方が一般的に使われている。それぞれのベンチには、背後にクッションの効いた膝置きが取り付けられ、後ろの席の人物が礼拝でそこに跪くことができるようになっている場合がある。前の列には、前に長い祈祷台 (en) が取り付けられて、聖歌隊のメンバーが本を置いたりできるようになっている場合がある。
大聖堂では、司教座（司教の座席）は通常クワイヤに設置する。